# Путешествие в молодость (фильм)
«Путешествие в молодость» — советский чёрно-белый художественный фильм 1956 года.

## Сюжет
Инженер Петров, мастер спорта по альпинизму, из-за ссоры с директором завода опаздывает на лекцию, в которой должен был рассказать о своём виде спорта. Когда он приходит, в аудитории видит одну студентку, остальные уже ушли. Познакомившись с Мариной, он приглашает её провести два летних месяца в альпинистском лагере на Кавказе. Марина соглашается, но с условием, что поедет вместе с отцом. Когда они приезжают, оказывается, что отец Марины — директор завода, на котором работает Петров, и от которого он накануне получил строгий выговор. Конфликтная ситуация осложняется вспыхнувшим чувством между Мариной и Петровым. Отец Марины категорически возражает против её сближения с Петровым, но к концу отпуска убеждается, что тот — достойный человек.

## Съёмочная группа
- Режиссёры: Владимир Крайниченко, Григорий Липшиц
- Сценарий: Александр Филимонов
- Операторы: Виталий Филиппов, Вадим Ильенко, Валентин Орлянкин.
- Художник: Феликс Вакериса-Гальдос

## В ролях
- Анатолий Кузнецов — инженер Петров, начальник альпинистского лагеря
- Тамара Чернова — Марина, студентка
- Евгений Бондаренко — Назаров, директор завода, отец Марины
- Олег Анофриев — Крушинский, он же Кока, приятель Марины
- Илья Моровщик — Иванчук, токарь, альпинист
- Сергей Петров — Петров, врач
- Валентина Телегина — Марфуша, домработница Назаровых
- Владимир Крайниченко — эпизод